# Гірські ліси Північно-Західної Іберії
Гірські ліси Північно-Західної Іберії (ідентифікатор WWF: PA1216) — палеарктичний екорегіон середземноморських лісів та чагарників, розташований на північному заході Піренейського півострова. Він охоплює внутрішні гори, передгір'я і плато на північному заході Іспанії та на північному сході Португалії.

## Географія

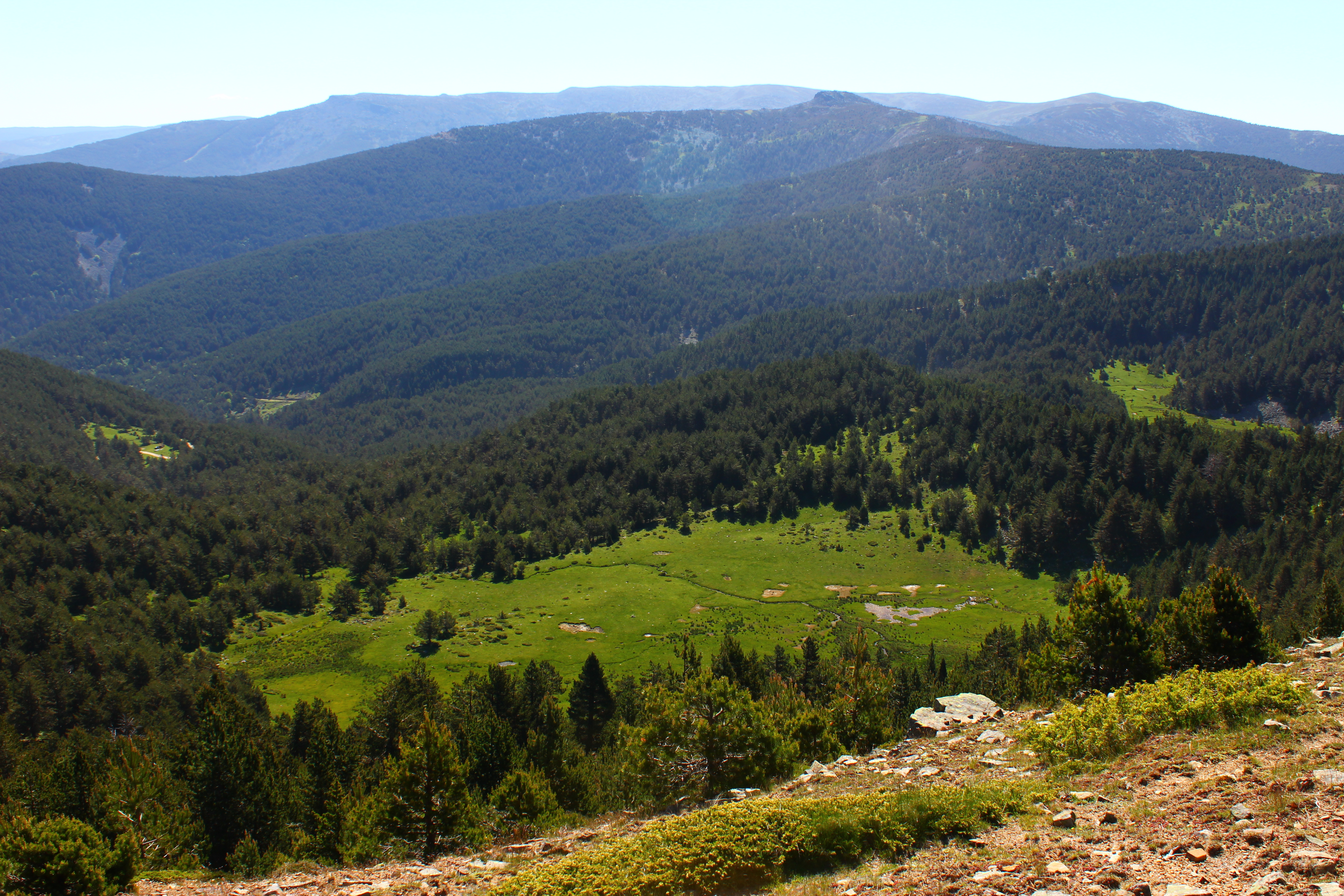
Сьєрра-де-Себольєра (природний парк), Іспанія

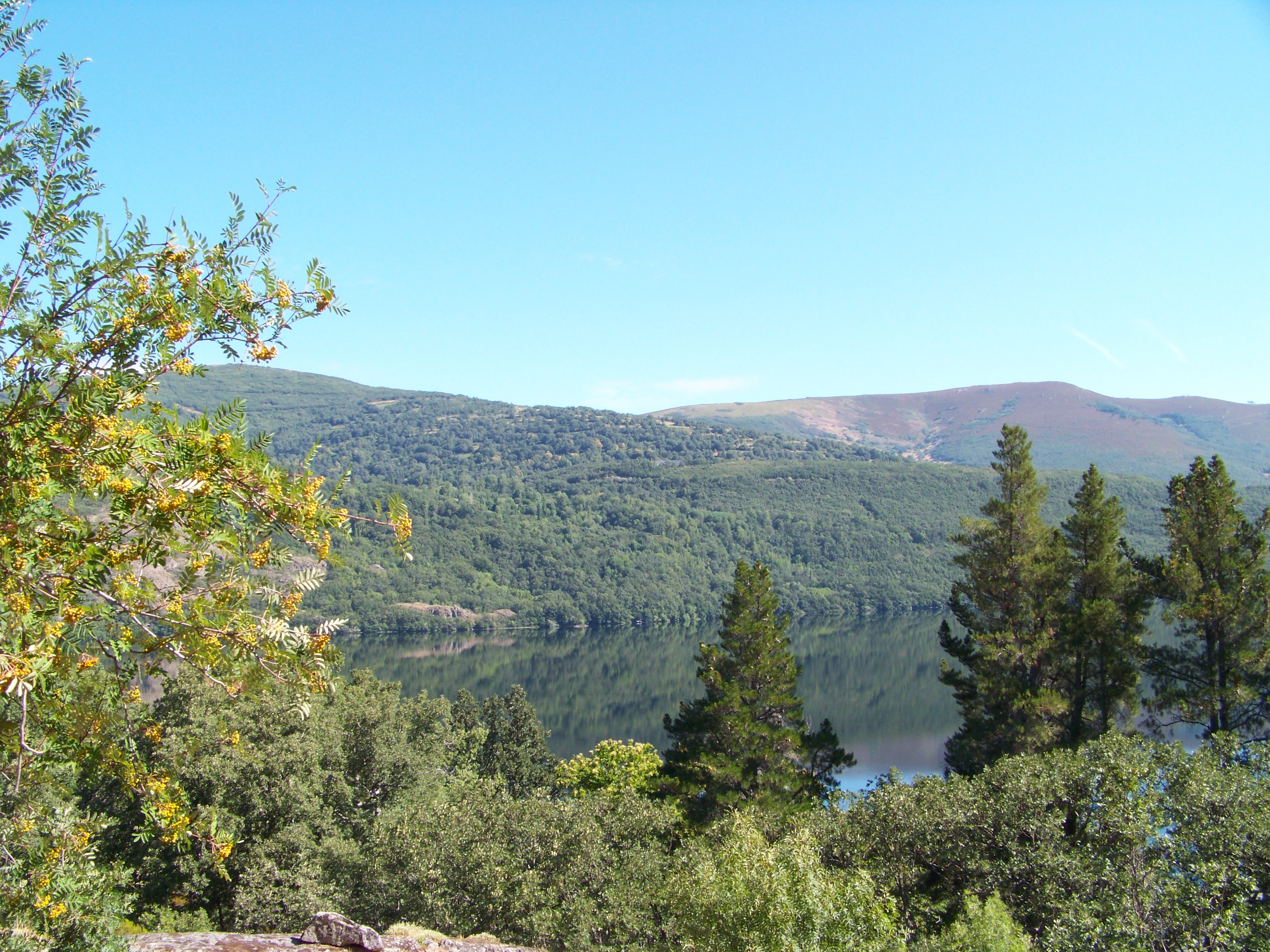
Озеро Сантабрія (провінція Самора, Іспанія)

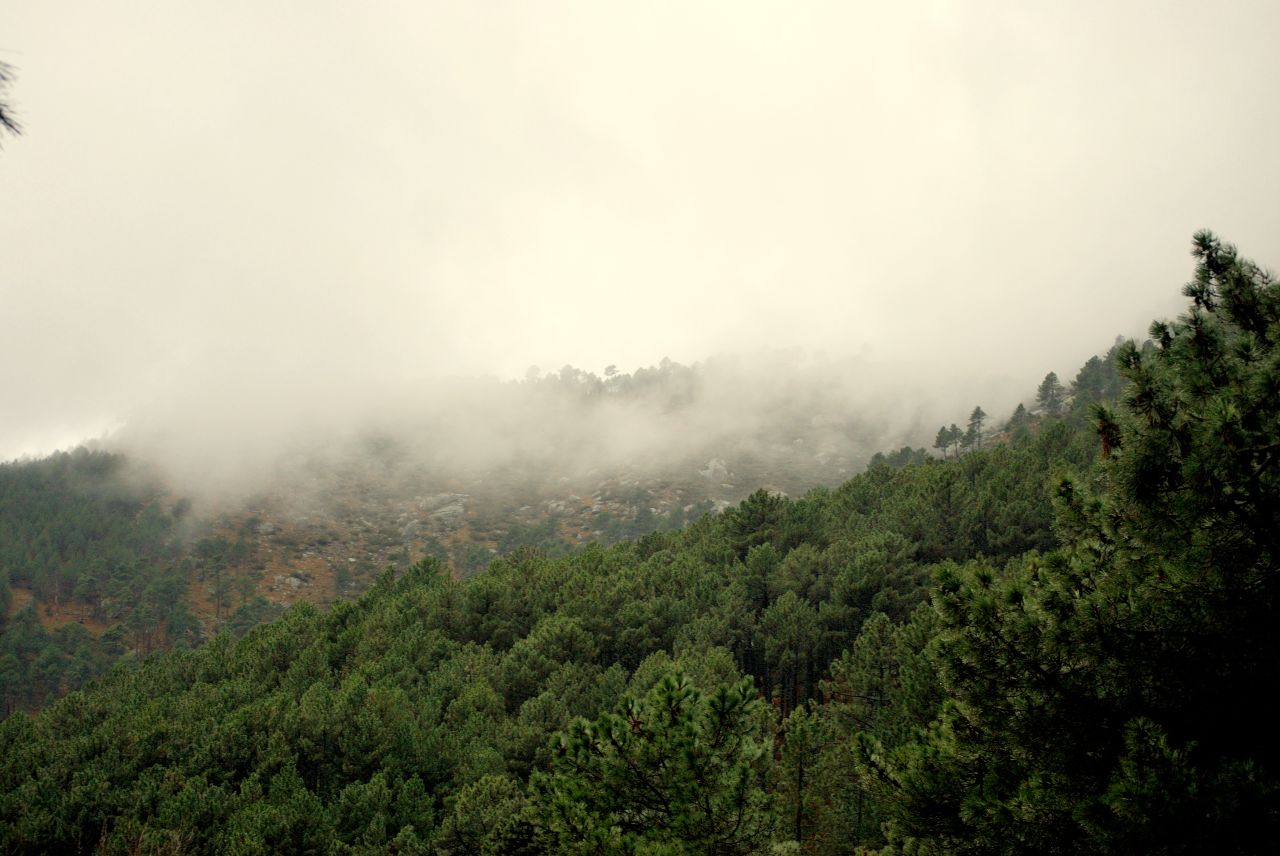
Сосновий ліс на південних схилах гір Сьєрра-де-Гредос, Іспанія

Екорегіон включає в себе верхню частину басейну Дуеро, а долина цієї річки розділяє північну та південну частини екорегіону. Північна частина охоплює південні передгір’я Кантабрійських гір, простягаючись на схід до північної частини Іберійських гір і на захід до Леонських гір. На півночі та заході екорегіон межує з кантабрійськими мішаними лісами.
Південна частина екорегіону охоплює західну частину Центральних гір, які розділяють басейни річок Дуеро і Тахо, та простягається від гірського хребта Серра-да-Ештрела у Португалії до хребта Сьєрра-де-Гредос у центральній Іспанії. Піренейські склерофільні та напівлистопадні ліси розташовані в низовинах Дуеро і Тахо, а також в долині річки Ебро на північному сході.
Кілька гірських анклавів екорегіону розташовані далі на південь, в горах Серра-де-Сан-Мамеде в Португалії та в горах Сьєрра-де-лас-Вілльюеркас і Сьєрра-де-Сан-Пабло в Іспанії.
Екорегіон розташований переважно в межах низьких і середньовисотних гір, хоча деякі його частини розташовані на висоті понад 2000 м над рівнем моря (гора Телено — 2188 м, гора Пенья-Тревінка — 2124 м). Ці гори є результатом герцинського орогенезу, що відбувався у пізньому палеозої. З геологічної точки зору в регіоні переважають давньопалеозойські породи (граніти, сланці, конгломерати, кварцити, пісковики).

## Клімат
В межах екорегіону панує континентально-середземноморський клімат, який характеризується сухим літом та дощовою зимою. Середньорічна температура становить близько 7-13 °C, а середні температури найхолодніших місяців — близько 0-5 °C. Зими холодні, особливо на великих висотах над рівнем моря. Середньорічна кількість опадів коливається від 500 до 1000 мм.

## Флора
Рослинні угруповання екорегіону відрізняються залежно від висоти та ґрунтів.
У низько розташованих передгір'ях та в долинах річок переважають вічнозелені широколистяні склерофільні ліси, подібні до рівнинних лісів Середземномор'я. В них переважають кам'яні дуби (Quercus rotundifolia), коркові дуби (Quercus suber), європейські маслини (Olea europaea), сірі суничники (Arbutus unedo), благородні лаври (Laurus nobilis), вічнозелені жостери (Rhamnus alaternus), терпентинні дерева (Pistacia terebinthus), мастикові дерева (Pistacia lentiscus), деревоподібні аріки (Erica arborea) та віничні аріки (Erica scoparia). На берегах річок, в місцевостях з достатнім цілорічним зволоженням, зростають реліктові південні каркаси (Celtis australis) та інші менш адаптовані до посухи дерева.
На середніх і великих висотах переважають листопадні дубові ліси, основою яких є піренейські дуби (Quercus pyrenaica), португальські дуби (Quercus faginea) і звичайні дуби (Quercus robur). На сухих і кам'янистих схилах ростуть реліктові соснові ліси, основою яких є приморські сосни (Pinus pinaster), або мішані сосново-дубові ліси. У східній частині екорегіону ростуть ліси, де переважають італійські сосни (Pinus pinea). На високих скелястих плато ростуть ялівцеві ліси, де зустрічається червоний яловець (Juniperus oxycedrus), іспанський яловець (Juniperus thurifera) та фінікійський яловець (Juniperus phoenicea). На скелястих південних схилах Кантабрійських гір ростуть реліктові ліси, основу яких складають звичайні сосни (Pinus sylvestris), чорні сосни (Pinus nigra subsp. salzmannii), пухнасті берези (Betula pubescens) та осики (Populus tremula), а підлісок — звичайний верес (Calluna vulgaris), улекс (Ulex spp.) та звичайний яловець (Juniperus communis).
Ендемічна флора цього екорегіону не є багатою: рівень ендемізму становить менше 10% від загальної флори. Прикладами ендемічних видів є Angelica angelicastrum, Aquilegia dichroa, Armeria humilis, Centaurea micrantha subsp. herminii, Centaurea rothmalerana, Dianthus planellae, Isatis platyloba, Jasione crispa subsp. serpentinica, Linaria coutinhoi і Murbeckiella sousae.

## Фауна
Великі хижаки насамперед представлені іберійським вовком (Canis lupus signatus), популяція якого зростає в регіоні. Найбільша популяція цього виду зосереджена в цьому екорегіоні, в горах Сьєрра-де-ла-Кулебра. На південних схилах Кантабрійських гір зустрічається кантабрійський бурий ведмідь (Ursus arctos pyrenaicus). Іншими кантабрійськими видами, які сезонно зустрічаються в цьому екорегіоні, є кантабрійська козиця (Rupicapra pyrenaica parva) та кантабрійський глушець (Tetrao urogallus cantabricus), що перебувають під загрозою зникнення.
Такі великі травоїдні тварини, як благородний олень (Cervus elaphus hispanicus) і європейська сарна (Capreolus capreolus), поширені майже по всій території регіону. Також в регіоні широко поширені лісові коти (Felis silvestris), європейські борсуки (Meles meles), кам'яні куниці (Martes foina) і звичайні генети (Genetta genetta). У гірських річках і каньйонах часто зустрічається річкова видра (Lutra lutra).
Серед хижих птахів, поширених в регіоні, слід згадати білоголового сипа (Gyps fulvus), беркута (Aquila chrysaetos), блакитноногого змієїда (Circaetus gallicus) і стерв'ятника (Neophron percnopterus).
Серед плазунів, поширених в регіоні, слід згадати середземноморську водяну черепаху (Mauremys leprosa), ящірку Шрайбера (Lacerta schreiberi), ламку веретільницю (Anguis fragilis) та несправжню мідянку (Macroprotodon cucullatus).

## Збереження
Природним середовищам екорегіону було завдано серйозної шкоди, оскільки ліси інтенсивно перетворювалися на луки для випасу худоби та на сільськогосподарські угіддя. Майже всі ліси, що залишилися, деградували до рідколісь внаслідок інтенсивної заготівлі дрів, яка мала місце протягом останніх кількох століть. Тенденція до занедбаності сільської місцевості протягом останніх п'яти десятиліть сприяла розширенню вторинних лісів. У шістдесятих і сімдесятих роках XX століття відбувалося широке лісовідновлення шляхом висаджування приморських сосен (Pinus pinaster).
Оцінка 2017 року показала, що 15 628 км², або 27 % екорегіону, є заповідними територіями. Природоохоронні території включають Каньйон Сіль, Природний парк Сьєрра-де-Себольєра, Природний парк озера Сантабрія та гір Сегундера-і-де-Порто та Регіональний парк гір Сьєрра-де-Гредос в Іспанії, а також Природний парк Монтесінью, Природний парк Серра-да-Ештрела і Природний заповідник Серра-да-Мальката в Португалії.